# Општина Баја (Сучава)
Баја (рум. Baia) општина је у Румунији у округу Сучава.
Oпштина се налази на надморској висини од 361 m.